# René Kopka
René Kopka (* 7. Oktober 1977 in Northeim) ist ein deutscher Politiker (SPD). Er gehört seit 2022 dem Niedersächsischen Landtag an.

## Leben
René Kopka wuchs im Einbecker Ortsteil Andershausen auf. Er absolvierte 1997 an den Berufsbildenden Schulen Einbeck das Abitur. Danach leistete er Zivildienst im Jugendzentrum Einbeck. Nach einer Ausbildung zum Bankkaufmann studierte Kopka ab 2001 an der Georg-August-Universität Göttingen Sozialwissenschaft. Das Studium schloss Kopka 2007 als Diplom-Sozialwirt ab. Nach seinem Studium arbeitete Kopka als Büroleiter im Wahlkreis des SPD-Abgeordneten Uwe Schwarz und zwischenzeitlich auch bei Frauke Heiligenstadt. Von 2015 bis 2018 war er Referent in der SPD-Landtagsfraktion Niedersachsen, wo er hauptsächliche die Themenbereiche Soziales, Gesundheit, Gleichstellung, Migration und Petition bearbeitete. Ab 2018 war Kopka Fraktionsgeschäftsführer der SPD-Fraktion im niedersächsischen Landtag.
Kopka ist verheiratet, hat 2 Söhne und wohnt seit 2007 in Einbeck. Er ist evangelisch-lutherischer Konfession.

## Politik
Kopka ist seit 2005 Mitglied der SPD. Von 2013 bis 2021 war Kopka Ratsherr des Einbecker Stadtrats. Seit 2021 ist er stellvertretender Vorsitzender des SPD-Unterbezirks Northeim-Einbeck. Bei der Wahl zum 19. niedersächsischen Landtag war er Direktkandidat für den Wahlkreis 18 (Einbeck). Außerdem war er auf Platz 20 der Landesliste platziert. Kopka gewann seinen Wahlkreis direkt mit 38,3 Prozent und zog als damit direkt gewählter Abgeordneter in den 19. niedersächsischen Landtag ein.

## Belege
1. 1 2  Jürgen Dumnitz: René Kopka aus Einbeck gilt als Sozialdemokrat mit langem Atem. In: hna.de. 31. August 2022, abgerufen am 28. Oktober 2022.
2. ↑  https://rene-kopka.de/persoenlich-beruflich
3. ↑  René Kopka. In: landtag-niedersachsen.de. Abgerufen am 28. Oktober 2022.
4. ↑  https://rene-kopka.de/parteipolitisch-kommunalpolitisch
5. ↑  Landtagswahl im Oktober: René Kopka tritt für die SPD an. In: gandersheimer-kreisblatt.de. 14. März 2022, abgerufen am 28. Oktober 2022.
6. ↑  https://spd-bezirk-hannover.de/landesliste-2022
7. ↑  Einbeck (18). In: tagesschau.de. 11. Oktober 2022, abgerufen am 28. Oktober 2022.

| Personendaten    | Personendaten             |
| ---------------- | ------------------------- |
| NAME             | Kopka, René               |
| KURZBESCHREIBUNG | deutscher Politiker (SPD) |
| GEBURTSDATUM     | 7. Oktober 1977           |
| GEBURTSORT       | Northeim                  |